# Gynoplistia paluma
Gynoplistia paluma är en tvåvingeart som beskrevs av Günther Theischinger 1993. Gynoplistia paluma ingår i släktet Gynoplistia och familjen småharkrankar. Inga underarter finns listade i Catalogue of Life.